# Cirilo Lukaris
Cirilo Lukaris fue patriarca de la Iglesia ortodoxa, en Constantinopla y Alejandría.
Nació en el año 1572, en la ciudad de (Candía) Creta, bajo dominio veneciano.
Persona de medios e instruida, estudió en ciudades como Venecia y Padua, viajó a Polonia y se cree que también estuvo en Ginebra.
Era un hombre que mostraba inquietudes religiosas; asqueado de las luchas y condición espirítual dentro de la Iglesia e incluso fuera.
Atraído por los aires de Reforma religiosa que impregnaban a Europa, se decide a intentar una reforma en la Iglesia Ortodoxa una vez que es nombrado Patriarca. 

## Intento de Reforma
En 1602, toma el cargo de patriarca de Alejandría, a partir de ese momento empieza a tener contacto con teólogos reformadores europeos, observando y llegando a conclusiones e indicando que la Iglesia Ortodoxa, de la cual es un Patriarca, conserva prácticas erróneas y tiene supersticiones, que no tienen nada que ver con la sencillez evangélica, que muestra la Biblia.
Esas ideas hacia la Iglesia ortodoxa y la aversión hacia la Iglesia católica, le crean enemigos e incluso se le hace objeto de persecución, por parte católica como ortodoxa. Así las cosas en 1620, es elegido patriarca de Constantinopla.
Los enemigos de Lukaris, insisten una y otra vez, principalmente los jesuitas así como grupos ortodoxos partidarios de la unión con católicos. Utilizan tácticas como: el engaño, adulación, calumnia y el soborno, en cuanto a esta última 'arma'; la emplean para ganar el favor de las autoridades otomanas, comprando el cargo de patriarca.
Se llega a la suma de 20000 monedas de plata, en 1622 es destituido, poco tiempo después por azares de la vida vuelve al patriarcado.

## Una nueva oportunidad
Lukaris quiere aprovechar esta nueva oportunidad que le brinda el azar y se lanza a la traducción de las Escrituras y a tratados teológicos, en un principio quiere hacerlo allí mismo trae un imprenta para este fin; pero los enemigos frustran sus planes. Lukaris, entonces tendrá que ponerse en contacto con Europa usando imprentas de Ginebra.
El primer libro que encarga es el Nuevo Testamento, para este menester llamó al monje erudito Máximo de Calípolis, corría el año 1629. Muchos ortodoxos se oponen a esta traducción, prefieren el texto antiguo, aunque no se entienda; entonces para intentar convencer a los más radicales, Lukaris dispone que el texto original sea impreso con el nuevo, en columnas paralelas. Una vez que tenía escrito el manuscrito, el monje Murió y Lukaris más tarde fue asesinado.
Al mismo tiempo que se encargaba la traducción de las Escrituras, Lukaris publicó en Ginebra su tratado teológico Confesión de fe, era una declaración de sus propias creencias.
Esto hizo que de nuevo se levantara una oposición contra él. En 1634 se le destituye, el soborno llegó a 60000 monedas de plata, más tarde de nuevo es restituido. Otra vez, se reúnen monedas de plata, esta vez llegaría a 50000, es cesado y se le destierra a Rodas, pero de nuevo la providencia hace que sea restituido.
Los enemigos no cesaban en los intentos, entonces en el año 1638, ortodoxos (colaboradores) y católicos (jesuitas), lo acusan de alta traición al Imperio otomano. El sultán ordena su ejecución, es conducido al destierro y en el viaje, en un barco, es asesinado por estrangulación.

## Legado
Cirilo Lukaris, con su traducción del Nuevo Testamento, quería facilitar a la gente la lectura y estudio de las Escrituras en su idioma de una manera sencilla y clara, además su interés era también instruir al clero que había caído en un bajísimo nivel.
En el prefacio de la traducción de las Escrituras dijo:

Mientras lean todos este Santo Evangelio en su propia lengua, absorban los beneficios de su lectura,... y que Dios ilumine siempre su camino hacia lo que es bueno...

## Lukaris y un "Códice"
Lukaris, como hombre instruido y amante del conocimiento, poseyó una gran colección de libros, sobre todo en su etapa como Patriarca en Alejandría. Allí guardaba un manuscrito bíblico del siglo V, para él una "joya", se le llegaría a conocer posteriormente como el Códice Alejandríno. Cuando lo nombran Patriarca de Constantinopla se lo lleva; allí encuentra una situación político-religiosa inestable, y, temiendo que caíga en manos musulmanas y sea destruido, en 1624 se lo regala al embajador inglés, para el rey de Inglaterra.

## Calificación
Una apreciación de las enseñanzas, acciones y actitudes de Cirilo Lukaris fue dada después de su muerte en el Concilio de Iași.